# Andromaca (Pucitta)
Andromaca è un'opera in due atti di Vincenzo Pucitta, su libretto di Luigi Romanelli. La prima rappresentazione ebbe luogo al Teatro alla Scala di Milano il carnevale 1822.

## Trama
L'opera si basa su una tradizione che vuole che, all'indomani della guerra di Troia, dei venti ostili impedirono alle navi greche di abbandonare i lidi troiani. Ulisse, che bramava di sterminare l'intera stirpe di Priamo, d'accordo col sommo sacerdote Calcante, fa credere che per far placare i venti sia dunque necessaria l'uccisione di Astianatte, figlio di Andromaca e del defunto Ettore, e della prigioniera troiana Cassandra. Agamennone, amante di questa, non ha la forza di opporsi, mentre Pirro, figlio del defunto Achille, cerca in ogni modo di sottrarre il fanciullo dalle mira di Ulisse, che però lo scova e lo fa precipitare da un torre in mare. Andromaca allora risolve nell'uccidersi, mentre Pirro vorrebbe vendicarsi su Ulisse; ma per un miracolo divino, Astianatte ritorna in vita, e sua madre l'affida a Pirro, convolando con lui a nozze.

## Struttura musicale
- Sinfonia

### Atto I
- N. 1 - Introduzione Fumano ancor le ceneri (Coro, Ulisse, Agamennone, Cassandra, Calcante)
- N. 2 - Cavatina Pace all'ombre, e al cenere sacro (Pirro)
- N. 3 - Coro Qui geme l'aura
- N. 4 - Cavatina Allor di noi fu degno (Andromaca)
- N. 5 - Coro Dubbia del pargoletto
- N. 6 - Duetto Quell'ardir, che in petto io sento (Pirro, Andromaca)
- N. 7 - Finale I Vani son di Pirro i sdegni (Agamennone, Andromaca, Pirro, Calcante, Cassandra, Ulisse, Coro)

### Atto II
- N. 8 - Introduzione seconda I venti a noi contrari (Coro)
- N. 9 - Duetto Sai, che di Pirro il brando (Andromaca, Agamennone)
- N. 10 - Aria Tergi le tue pupille (Pirro, Coro)
- N. 11 - Coro Sommi dèi, se i vostri altari (Calcante, Coro)
- N. 12 - Duetto Meritato io non avrei (Andromaca, Pirro)
- N. 13 - Coro Al non estinto
- N. 14 - Terzetto Io svenerò quell'empio (Pirro, Calcante, Agamennone)
- N. 15 - Aria Finale Caro figlio... è la tua voce... (Andromaca, Coro, Pirro, Agamennone, Calcante, Ulisse, Cassandra)